# Cristo Rei (Almada)

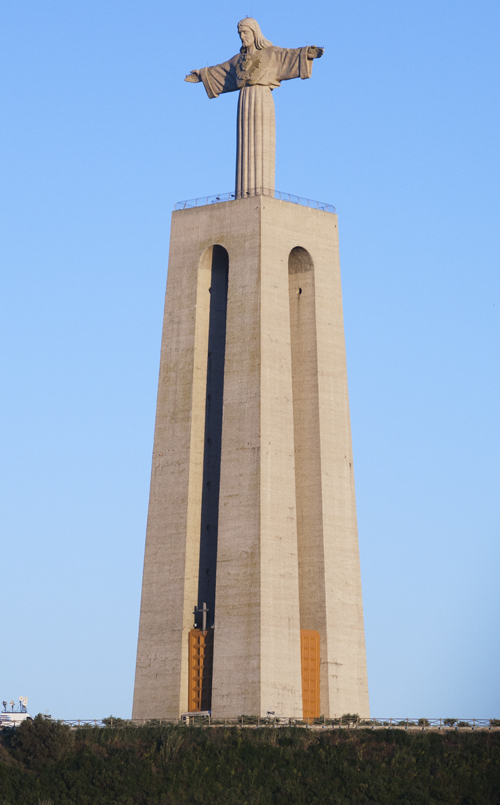

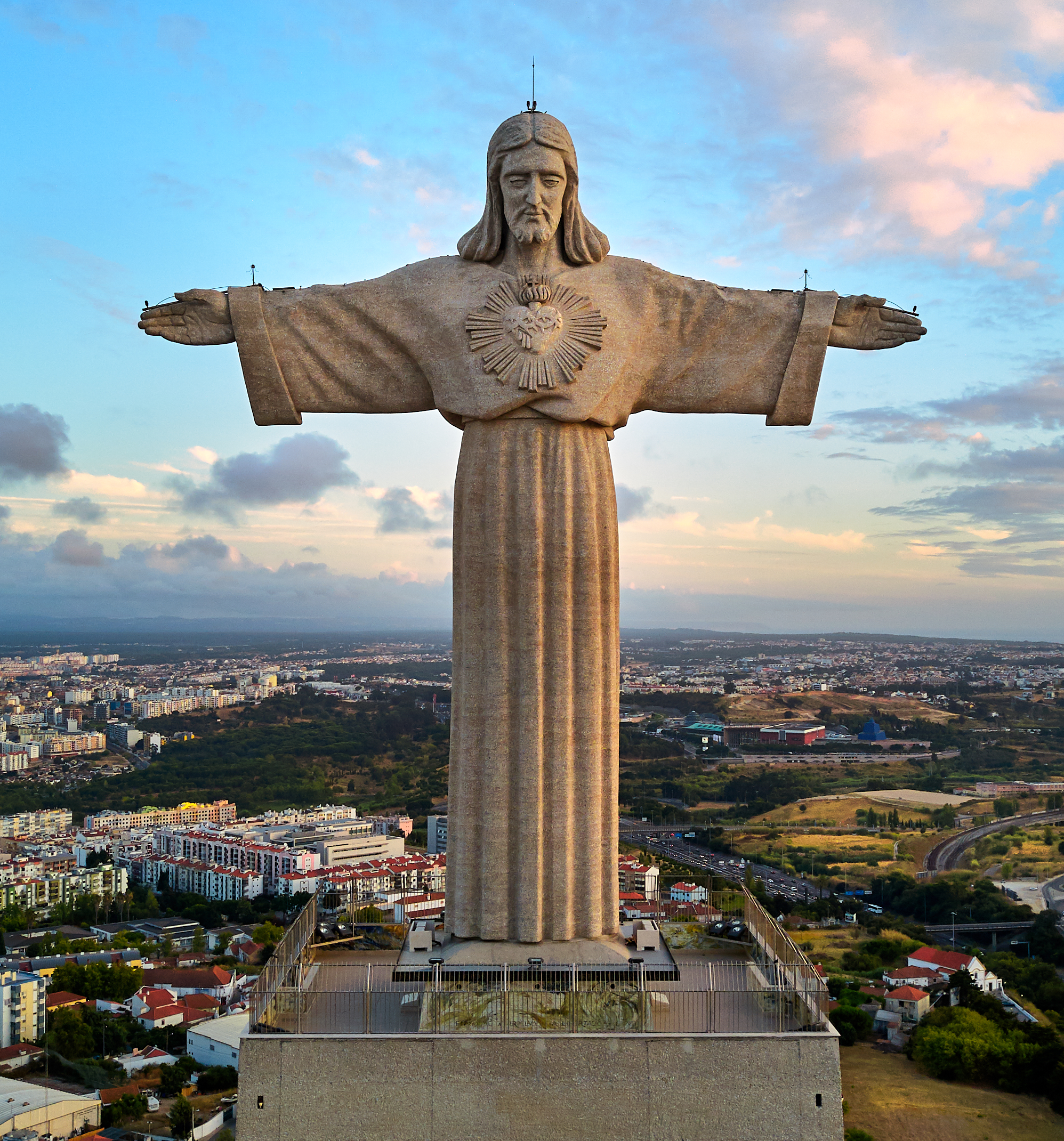

Der Cristo Rei ist eine Christus-Statue in Almada südlich von Lissabon, Portugal.

## Bedeutung
Mit ausgebreiteten Armen wendet sich die Figur des Christus König der Ponte 25 de Abril und der Stadt Lissabon zu. Sie steht auf einem 82 m hohen Sockel. Dieser befindet sich 133 m über dem Tejo. Die Statue selbst ist 28 m hoch und damit die neunthöchste Christusstatue der Welt. Das Monument ist eines der höchsten Bauwerke Portugals und die wichtigste Sehenswürdigkeit in Almada. Wegen ihrer Höhe ist die Statue einer der besten Aussichtspunkte auf Lissabon. Mit Fátima und Santiago de Compostela zählt sie zu den drei wichtigsten Wallfahrtsorten der Iberischen Halbinsel.

## Geschichte
Als im Jahre 1934 der Erzbischof von Lissabon Dom Manuel Gonçalves Cerejeira die damalige Hauptstadt Brasiliens besuchte, inspirierte ihn der (mit 30 m Höhe etwas größere) 1931 eingeweihte Cristo Redentor (Rio de Janeiro) zu einer Nachbildung in Lissabon. Es gelang ihm, den portugiesischen Episkopat von seinem Plan zu überzeugen. Bei einer Versammlung am 20. April 1940 in Fátima gelobten die Bischöfe, die Statue zu errichten, sollte Gott Portugal vor dem Zweiten Weltkrieg verschonen.
Nach dem Ende des Krieges begann am 18. Dezember 1949 der Bau der Statue. Die Christus-Skulptur wurde vom portugiesischen Bildhauer Francisco Franco de Sousa hergestellt. Der portugiesische Architekt António Lino entwarf den Sockel. Nach rund zehn Jahren Bauzeit und Kosten von umgerechnet 19 Mio. Euro wurde die Statue am Pfingstsonntag 17. Mai 1959 eingeweiht. 300.000 Menschen nahmen teil, darunter die Erzbischöfe des Erzbistums São Sebastião do Rio de Janeiro und des Erzbistums Lourenço Marques. Papst Johannes XXIII. war nicht anwesend und übersandte seine Grüße. Anlässlich des 25. Jahrestags der Einweihung wurde 1984 ein Plan zum Ausbau des Geländes verabschiedet. Gebaut wurde ein Empfangszentrum mit Verwaltungsgebäuden und einer Kapelle. 2001/02 wurden die Gebäude saniert. Am 17. Mai 2007 wurde die Sala João XXIII mit acht Malereien zum Thema Pax in Terris eingeweiht. Am selben Tag wurde vor der Statue die Cruz Alta niedergelegt, die sich zuvor im Heiligtum von Fátima befunden hatte.